# Osvaldo Magnasco (localidad)
Osvaldo Magnasco es una localidad argentina ubicada en el distrito Suburbios del departamento Concordia en la provincia de Entre Ríos. Depende administrativamente del municipio de la ciudad de Concordia, de la cual es un barrio, y de la que se halla a 14 km al norte de su área céntrica. Se encuentra a 2 km de la Ruta Nacional 14, desde la que se accede por un camino de tierra que también comunica con Villa Zorraquín. La Estación Osvaldo Magnasco de Ferrocarril General Urquiza impulsó en parte el desarrollo de la localidad.
El pueblo fue fundado el 11 de junio de 1934, por ordenanza municipal de creación del trazado. A 2009 las calles no tenían nombre, pero actualmente lo tienen. En 2011 el candidatos a gobernador de Entre Ríos, Jorge Busti, apoyó la creación de un municipio propio para Magnasco.
El nombre es un homenaje a Osvaldo Magnasco, jurista y político entrerriano.